# 愛三工業

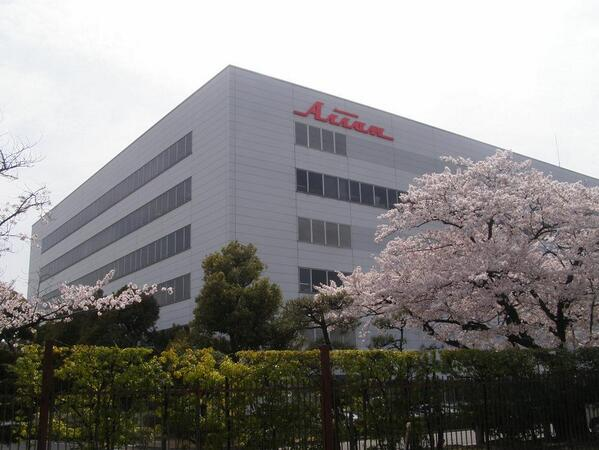
本社工場

愛三工業株式会社（あいさんこうぎょう、英: Aisan Industry Co., Ltd.）は、愛知県大府市に本社を置く企業。トヨタ自動車の持分法適用関連会社で、トヨタ自動車向けを中心とした自動車部品（主に燃料ポンプモジュール、スロットルボデー、キャニスタ、エンジンバルブなど）の製造・販売を主力としている。中でも燃料ポンプモジュールは2022年にデンソーの燃料ポンプ事業を取得したことにより、世界シェア4割を占めトップシェアとなっている。

## 概要
- 電子制御燃料噴射装置関係を中心に扱っていることもあり、トヨタ自動車と共同で液化石油ガス (LPG) エンジンを使用した自動車（LPG自動車）の開発を行っている。
- 三井住友アセットマネジメントが販売するトヨタグループ株式ファンドを構成する会社である。
- 愛三学園 - 本社敷地内にある社内研修施設である企業内学園。入社後一年をここで学ぶ。

## 国内拠点
- 本社・本社工場 - 愛知県大府市共和町（1957年11月設立）
- 安城工場 - 愛知県安城市東端町（1971年3月設立）
- 豊田工場 - 愛知県豊田市西広瀬町（1990年5月設立）

## 沿革
- 1938年12月2日 - 軍需品の製造を目的に名古屋市瑞穂区に設立。資本金50万円[1]。
- 1945年10月 - キャブレター等自動車部品の製造に着手[1]。
- 1957年11月 - 本社ならびに工場を現在の大府市に移転[1]。
- 1960年8月 - エンジンバルブの生産開始[1]。
- 1962年9月 - LPGキャブレーションの生産開始。
- 1964年7月 - 東京連絡所（現・東京事務所）を開設。
- 1966年2月 - テイケイ気化器株式会社（愛知県・豊田市）（現・連結子会社）に資本参加し子会社化[1]。
- 1971年3月 - 安城工場（愛知県安城市）操業開始[1]。
- 1972年7月 - 大阪駐在員事務所（現・大阪営業所）を開設。
- 1978年3月 - アメリカ・シカゴ事務所（現・アメリカ事務所）を開設。
- 1979年10月 - PM優秀事業場賞を受賞。
- 1980年
  - 5月 - 愛協産業株式会社（愛知県・大府市）を設立[1]。
  - 7月 - 樹脂キャニスターの生産開始[1]。
- 1980年11月 - 名古屋証券取引所第2部に上場[1]。
- 1981年8月 - スロットルボディーの生産開始[1]。
- 1982年
  - 3月 - ミヤマ精工株式会社に資本参加。
  - 8月 - アメリカ・イリノイ州にアイサン コーポレーション オブ アメリカ（現・連結子会社）を設立[1]。
- 1983年4月 - 電動フューエルポンプの生産開始[1]。
- 1984年
  - 2月 - 広島事務所（現・広島営業所）を開設。
  - 9月 - インジェクタの生産開始[1]。
  - 10月 - アイサン コンピュータ サービス株式会社を設立[1]。
- 1985年2月 - キャブレター生産累計5,000万台を達成。
- 1988年
  - 2月 - 日本超硬株式会社（愛知県・刈谷市）（現・連結子会社）に資本参加[1]。
  - 3月 - フォード・モーターからQ1賞（品質優秀賞）を受賞。
  - 10月 - ドイツ・デュッセルドルフ市にヨーロッパ事務所（現・パリ事務所）を開設。
- 1989年4月 - 米国ケンタッキー州にフランクリン プレシジョン インダストリー 株式会社（現・連結子会社）を設立[1]。
- 1990年5月 - 豊田工場操業開始[1]。
- 1992年11月 - デミング賞を受賞[1]。
- 1993年
  - 1月 - 株式会社中京治具（現・連結子会社）に資本参加[1]。
  - 4月 - 韓国・ソウル市に韓国事務所を開設。
- 1994年9月 - 中国・重慶平山泰凱化油器有限公司に資本参加 。
- 1995年
  - 7月 - エンジンバルブ生産累計10億本を達成。
  - 12月 - 中国・天津市に合弁会社・天津愛三汽車附件有限公司を設立。
- 1997年
  - 1月 - インドネシア西ジャワ州にP.T. アイサン ナスモコ インダストリを設立[1]。
  - 3月 - 韓国・玄潭産業株式会社に資本参加[1]。
- 1998年6月 - 安城工場でISO 9001認証取得。
- 1999年10月 - 豊田工場でISO 14001認証取得。
- 2008年7月 - 100%子会社愛三熊本株式会社設立。（熊本県玉名市）[1]
- 2010年1月 - 愛三熊本株式会社にて生産を開始。
- 2011年
  - 8月 - インド・アンドラプラデシュ州にアイサン オートパーツ インディア株式会社を設立[1]。
  - 12月 - タイ・バンコク都にアイサン コーポレーション アジアパシフィック株式会社を設立[1]。
- 2013年2月 - メキシコ・サンルイスポトシ市にアイサン オートパーツ メキシコ株式会社を設立[1]。
- 2015年
  - 3月 - ルノー・日産グループよりAGP（Alliance Growth Partner）に認定。
- 2016年
  - 2月 - 韓国の生産会社 玄潭産業株式会社がダイムラーからベストサプライヤー賞。
  - 9月 - インド・FIEM社と二輪車用キャニスタに関する技術援助契約を締結。
- 2017年11月 - LPGハイブリッド燃料系システムを開発。
- 2018年
  - 3月 - インドに販売会社「アイサン セールス インディア」設立。
  - 4月 - 大府市とネーミングライツパートナー契約を締結。同年5月1日より10年間、大府市勤労文化会館の愛称を「愛三文化会館」とする[4]。
  - 6月 - 「健康宣言」を制定。インド・FIEM社と合弁会社「アイサン フィエム オートモーティブズ インディア」設立。
  - 12月 - 創立80周年。
- 2022年
  - 3月 - 子会社の株式会社中京治具を解散[5]。
  - 9月1日 - 株式会社デンソーよりフューエルポンプモジュール事業を譲受け[6]。またこれに伴い、Kyosan Denso Manufacturing Kentucky, LLC（現・Aisan Industry Kentucky, LLC）の全持分を取得し、子会社化[7]。
- 2023年
  - 6月30日 - マグネクス株式会社の全株式を取得し、子会社化[8]。
  - 11月20日 - 株式会社アイエムアイの全株式を取得し、子会社化[9]。

## スポーツ活動
- 陸上競技部と自転車競技部の存在が広く知られている。
- 陸上競技部は長距離の中堅ランナーが多く所属し、全日本実業団対抗駅伝大会（ニューイヤー駅伝）には2002年から2022年まで21年連続出場している。ニューイヤー駅伝での最高成績は2020年の6位。櫛部静二（現・城西大学駅伝部コーチ）や阿宗高広（第84回箱根駅伝4区区間賞）も所属していた。
- 自転車競技部（愛三工業レーシングチーム）は日本自転車ロードレース界における名門実業団チームの一つとして知られており、廣瀬敏、別府匠、西谷泰治（2006年アジア競技大会日本代表）ら有力選手を抱えている。本拠地は本社からは離れた知多郡東浦町にある。

## 関連会社
国内
- テイケイ気化器株式会社
- 愛協産業株式会社
- アイサンコンピュータサービス株式会社
- 株式会社ニチアロイ（2022年1月1日、日本超硬株式会社より商号を変更）[10]
- 愛三熊本株式会社
- マグネクス株式会社
- 株式会社アイエムアイ
- ミヤマ精工株式会社

海外
- FRANKLIN PRECISION INDUSTRY,INC.（アメリカ）
- P.T. AISAN NASMOCO INDUSTRI（インドネシア）
- 愛三（天津）汽車部件有限公司（中国）
- 愛三（佛山）汽車部件有限公司（中国）
- AISAN INDUSTRY FRANCE S.A（フランス）
- 玄潭産業株式会社（韓国）
- AISAN INDUSTRY CZECH s.r.o.（チェコ）
- AISAN AUTO PARTS INDIA PVT. LTD.（インド）
- AISAN AUTO PARTES MEXICO, S.A. DE C.V（メキシコ）